# コント55号の日曜特別号
『コント55号の日曜特別号』（コントごじゅうごごうのにちようとくべつごう）は、1970年4月5日から同年7月5日まで日本テレビ系列局で放送されていた日本テレビ製作のバラエティ番組である。放送時間は毎週日曜 19:00 - 19:56 （日本標準時）。

## 概要
前番組『コント55号の裏番組をぶっとばせ!』から引き続きコント55号が司会を務めていた番組で、収録も同様に日本各地の公会堂で行われていた。内容も前番組が行っていた「オークションのコーナー」のリニューアル版と、週替わりのコーナーによって構成されていた。ちなみに初回では「外国人のど自慢」が行われた。